# Taguluche
Taguluche este o arie protejată (arie specială de conservare — SAC, sit de importanță comunitară — SCI) din Spania întinsă pe o suprafață de 139,5 ha, integral pe uscat.

## Localizare
Centrul sitului Taguluche este situat la coordonatele 28°08′14″N 17°19′57″W / 28.1372°N 17.3324°V.

## Înființare
Situl Taguluche a fost declarat sit de importanță comunitară în octombrie 1999 pentru a proteja 2 specii de plante. Situl a fost protejat și ca arie specială de conservare în ianuarie 2010.

## Biodiversitate
Situată în ecoregiunea , aria protejată conține 4 habitate naturale: Tufărișuri termo-mediteraneene și de pre-deșert, Plantații de palmieri Phoenix, Pante stâncoase silicioase cu vegetație casmofită, Faleze cu floră endemică de pe coastele macaroneziene.
La baza desemnării sitului se află mai multe specii protejate de  plante (2): Aeonium saundersii, Ceropegia dichotoma subsp. krainzii.